# Solanum lasiopodium
Solanum lasiopodium är en potatisväxtart som beskrevs av Michel Félix Dunal. Solanum lasiopodium ingår i släktet skattor som ingår i familjen potatisväxter. Inga underarter finns listade i Catalogue of Life.